# Ác nhân

Tranh biếm họa về một ác nhân khuôn mẫu trong văn hóa đại chúng.

Ác nhân (tiếng Anh: villain) hay ác nữ (villainess) còn được gọi là kẻ xấu (bad guy), mũ đen (black hat) là kiểu nhân vật cổ điển trong các tác phẩm văn học, hư cấu hoặc trong các câu chuyện lịch sử, thường vào vai nhân vật phản diện. Random House Unabridged Dictionary định nghĩa về kiểu nhân vật này là: "kẻ tạo ra chuỗi các sự kiện độc ác quan trọng trong cốt truyện; một kẻ xấu xa, vô lại; hay đơn giản là một kẻ làm những việc ác hoặc liên quan đến những tội ác". Đối lập với một ác nhân là một anh hùng. 
Mục đích của các nhân vật ác nhân là tạo ra sự đối lập với các nhân vật anh hùng, những người được định nghĩa là đại diện cho chính nghĩa, lương thiện, dũng cảm và luôn chiến đấu vì hòa bình thế giới; trong khi ác nhân được định nghĩa là những kẻ ích kỷ, xấu xa, ngạo mạn, độc ác và xảo quyệt, phô trương hành vi vô đạo đức nhằm chống lại chính nghĩa.

## Từ nguyên
Thuật ngữ villain trong tiếng Anh được bắt nguồn từ tiếng Anh cổ và tiếng Pháp cổ, từ này lại bắt nguồn từ tiếng Hậu Latin dùng để chỉ những người bị ràng buộc vào đất của biệt thự và làm việc tại đồn điền thời Hậu cổ đại ở Ý hoặc Gaul. Villain sau đó chuyển sàn villein, dùng để chỉ một người có địa vị thấp hơn hiệp sĩ, ngụ ý là thiếu tinh thần hiệp sĩ và lịch sự. Tất cả các hành động không hào hiệp hoặc xấu xa (chẳng hạn như phản bội, hãm hiếp hoặc giết người...), sau cùng được quy về nghĩa chung là một kẻ ác như bây giờ.

## Văn học cổ điển
Ác nhân trong các tác phẩm hiện đại và hậu hiện đại không phải lúc nào cũng giống với ác nhân trong văn học cổ điển, vì các ranh giới đạo đức thường bị thể hiện rất mờ nhạt gây cảm giác mơ hồ hoặc bị ảnh hưởng bởi bối cảnh lịch sử và tư tưởng văn hóa. Thông thường, việc phân biệt anh hùng và ác nhân trong các tài liệu này không rõ ràng.